# L'Enclos (jeu)
Pour le film d'Armand Gatti, voir L'Enclos (film).
L'Enclos est un jeu de société créé par Michel Boutin et publié pour la première fois dans Vers l'Éducation Nouvelle no 402 (Ceméa) en avril 1986.
Le jeu oppose deux joueurs pour une partie d'environ 15 minutes.

## Principe général
Les joueurs déplacent leurs moutons et posent des barrières. Dès qu'un joueur ne peut plus déplacer aucun mouton, son adversaire a gagné.

## Règle du jeu

### Matériel
- Un plan de jeu comportant 37 cases hexagonales et 90 passages carrés entre ces cases. Les hexagones sont des champs, les carrés des passages entre ces champs, les triangles des buissons infranchissables.
Note : On remarquera que le plan de jeu représente l’un des huit pavages semi-réguliers.
- 3 moutons blancs et 3 moutons noirs.
- Une soixantaine de barrières.

### Mise en place
Au départ, le plan de jeu est vide de toute barrière. Les 6 moutons occupent les 6 cases autour du centre en alternant noir et blanc.

### But du jeu
Bloquer les trois moutons adverses. Dès qu'un joueur ne peut plus bouger aucun de ses moutons à son tour de jouer, il a perdu.

### Déroulement
Le joueur qui s'est fait tondre le plus récemment commence.
Le tour d'un joueur consiste en deux actions qu'il fait dans l'ordre de son choix :
- déplacer un de ses moutons vers un hexagone voisin libre en empruntant un passage qui n'est pas bouché par une barrière ;
- boucher un passage avec une barrière.

### Fin de partie et vainqueur
Lorsqu'un joueur à son tour est incapable de bouger un de ces moutons, il a perdu la partie. On peut être bloqué par des barrières ou par la présence de moutons sur les cases voisines.

### Articles
- Michel Boutin, Le jeu de l'enclos. Note sur les échiquiers, in "Vers l'Éducation Nouvelle" no 402, Ceméa, avril 1986.
- Michel Boutin, Bloquez les piétons ! De "Trap" au jeu de l'Enclos, in "Tangente" no 73, Paris, février/mars 2000

### Édition
- Michel Boutin, 12 jeux et leur support avec 12 tabliers, 12 fiches de règles, 110 pions et 1 livret proposant plus de 40 jeux, Ceméa, Paris, 1986